# Mizushima Hiro
Hiro Mizushima (Japans: 水嶋ヒロ, Mizushima Hiro) (Tokio, 13 april 1984) is een Japanse acteur. Zijn bekendheid heeft hij voornamelijk te danken aan zijn rollen in Kamen Rider Kabuto en Hanazakari no Kimitachi e. Hij maakt deel uit van de Ken-On Group. Hiro is een tijdlang buiten Japan woonachtig geweest. In tegenstelling tot veel landgenoten spreekt hij vloeiend Engels.

## TV shows
- Zettai Kareshi(Absolute Boyfriend)(Fuji TV, 2008)
- Gutannubo (Gout Temps Nouveau) Drama Special (Fuji TV, 2007)
- Hanazakari no Kimitachi e (Fuji TV, 2007)
- Watashitachi no Kyokasho (Fuji TV, 2007)
- Kanojo to no Tadashii Asobikata (TV Asahi, 2007)
- Kamen Rider Kabuto (TV Asahi, 2006)
- Pink no Idenshi (TV Tokyo, 2005)
- Brother Beat (TBS, 2005)
- Ame to Yume no Ato ni (TV Asahi, 2005)
- Gokusen 2 (NTV, 2005)

## Films
- Kamen Rider Kabuto: God Speed Love (2006)
- Lovely Complex (http://www.lovecom-movie.com/) (2006)
- Hatsu Kare (https://web.archive.org/web/20071030083815/http://www.hatsukare.jp/index.html) (2006)

- International Standard Name Identifier: 0000 0001 1913 4146
- Library of Congress Control Number: no2011057636
- Bibliotheek van het Japanse parlement: 01148772
- Virtual International Authority File: 170299838
- WorldCat: E39PBJfmmMBwPTyC8DxV9MGWDq